# Saison 2019 de l'équipe cycliste Bahrain-Merida
La saison 2019 de l'équipe cycliste Bahrain-Merida est la troisième de cette équipe.

## Préparation de la saison 2019

### Sponsors et financement de l'équipe
L'équipe est financée principalement par un consortium d'entreprises bahreïniennes, la plus importante étant la Bahrain Petroleum Company (BAPCO), qui se sont engagées pour trois ans. L'intention du prince Nasser ben Hamed Al Khalifa de créer ou reprendre une équipe cycliste financée par le royaume du Bahreïn a été annoncée en début d'année 2016, et la famille royale Al Khalifa a officialisé en juillet 2016 son soutien ainsi que le lancement de l'équipe en 2017,. Selon le manager général de Brent Copeland, l'objectif est de faire connaître Bahreïn « en termes de tourisme et de responsabilité sociale », et de faire découvrir la pratique du cyclisme aux Bahreïniens.
L'entreprise taïwanaise Merida Bikes est sponsor-titre et fournisseur de cycles.

### Les Arrivées
| Coureur          | Provenance           | Durée contrat |
| ---------------- | -------------------- | ------------- |
| Damiano Caruso   | BMC Racing           | 2019-2020     |
| Andrea Garosio   | D'Amico-Utensilnord  | 2019          |
| Phil Bauhaus     | Sunweb               | 2019-2020     |
| Marcel Sieberg   | Lotto-Soudal         | 2019-2020     |
| Rohan Dennis     | BMC Racing           | 2019          |
| Dylan Teuns      | BMC Racing           | 2019-2020     |
| Jan Tratnik      | CCC Spandi-Polkowice | 2019-2020     |
| Stephen Williams | SEG Racing           | 2019          |

### Les départs
| Coureur              | Nouvelle équipe    | durée contrat |
| -------------------- | ------------------ | ------------- |
| Manuele Boaro        | Astana             | 2019-2020     |
| Niccolo Bonifazio    | Direct Energie     | 2019-2020     |
| Enrico Gasparotto    | Dimension Data     | 2019          |
| Giovanni Visconti    | Neri Sottoli-Selle | 2019-2020     |
| Franco Pellizotti    | Retraite           | /             |
| David Per            | Adria Mobil        | 2019          |
| Borut Bozic          | Retraite           | /             |
| Gorka Izagirre       | Astana             | 2019-2020     |
| Ion Izagirre         | Astana             | 2019-2020     |
| Ramunas Navardauskas | Delko-Marseille    | 2019          |
| Kanstanstin Siutsou  | Retraite           | /             |

## Coureurs et encadrement technique

### Effectif
| Cycliste            | Date de naissance | Nationalité    | Équipe 2018           |  |
| ------------------- | ----------------- | -------------- | --------------------- |  |
| Valerio Agnoli      | 6 janvier 1985    | Italie         | Bahrain-Merida        |  |
| Yukiya Arashiro     | 22 septembre 1984 | Japon          | Bahrain-Merida        |  |
| Phil Bauhaus        | 8 juillet 1994    | Allemagne      | Sunweb                |  |
| Grega Bole          | 13 août 1985      | Slovénie       | Bahrain-Merida        |  |
| Damiano Caruso      | 12 octobre 1987   | Italie         | BMC Racing            |  |
| Sonny Colbrelli     | 17 mai 1990       | Italie         | Bahrain-Merida        |  |
| Rohan Dennis        | 28 mai 1990       | Australie      | BMC Racing            |  |
| Chun Kai Feng       | 2 novembre 1988   | Taipei chinois | Bahrain-Merida        |  |
| Iván García         | 20 novembre 1995  | Espagne        | Bahrain-Merida        |  |
| Andrea Garosio      | 12 juin 1993      | Italie         | D'Amico-Utensilnord   |  |
| Heinrich Haussler   | 25 février 1984   | Australie      | Bahrain-Merida        |  |
| Kristjan Koren      | 25 novembre 1986  | Slovénie       | Bahrain-Merida        |  |
| Matej Mohorič       | 19 octobre 1994   | Slovénie       | Bahrain-Merida        |  |
| Antonio Nibali      | 23 septembre 1992 | Italie         | Bahrain-Merida        |  |
| Vincenzo Nibali     | 14 novembre 1984  | Italie         | Bahrain-Merida        |  |
| Domen Novak         | 12 juillet 1995   | Slovénie       | Bahrain-Merida        |  |
| Mark Padun          | 6 juillet 1996    | Ukraine        | Bahrain-Merida        |  |
| Hermann Pernsteiner | 7 août 1990       | Autriche       | Bahrain-Merida        |  |
| Luka Pibernik       | 23 octobre 1993   | Slovénie       | Bahrain-Merida        |  |
| Domenico Pozzovivo  | 30 novembre 1982  | Italie         | Bahrain-Merida        |  |
| Marcel Sieberg      | 30 avril 1982     | Allemagne      | Lotto-Soudal          |  |
| Dylan Teuns         | 1er mars 1992     | Belgique       | BMC Racing            |  |
| Jan Tratnik         | 23 février 1990   | Slovénie       | CCC Sprandi-Polkowice |  |
| Meiyin Wang         | 26 décembre 1988  | Chine          | Bahrain-Merida        |  |
| Stephen Williams    | 9 juin 1996       | Royaume-Uni    | SEG Racing            |  |

### Encadrement
L'équipe Bahrain-Merida est dirigée par Brent Copeland. Le staff de directeurs sportifs a à sa tête Gorazd Štangelj, et est composé de Borut Božič, Tristan Hoffman, Vladimir Miholjević, Franco Pellizotti, Paolo Slongo, Alberto Volpi et Rik Verbrugghe. Borut Božič et Franco Pellizotti ont terminé leur carrière de coureur dans l'équipe en 2018 et en deviennent directeurs sportifs en 2019,,.
Paolo Slongo, entraîneur « historique » de Vincenzo Nibali, dirige le groupe d'entraîneurs de Bahrain-Merida

## Bilan de la saison

### Victoires
| Date       | Course                                        | Pays           | Classe | Vainqueur       |
| ---------- | --------------------------------------------- | -------------- | ------ | --------------- |
| 19/02/2019 | 4e étape du Tour d'Oman                       | Oman           | 2.HC   | Sonny Colbrelli |
| 30/04/2019 | Prologue du Tour de Romandie                  | Suisse         | 2.UWT  | Jan Tratnik     |
| 16/05/2019 | 5e étape du Tour de Californie                | États-Unis     | 2.UWT  | Iván García     |
| 10/06/2019 | 2e étape du Critérium du Dauphiné             | France         | 2.UWT  | Dylan Teuns     |
| 15/06/2019 | 1re étape du Tour de Suisse                   | Suisse         | 2.UWT  | Rohan Dennis    |
| 22/06/2019 | Championnat de Taiwan du contre-la-montre     | Taipei chinois | CN     | Feng Chun Kai   |
| 27/06/2019 | Championnat d'Ukraine du contre-la-montre     | Ukraine        | CN     | Mark Padun      |
| 30/06/2019 | Championnat de Slovénie sur route             | Slovénie       | CN     | Domen Novak     |
| 11/07/2019 | 6e étape du Tour de France                    | France         | 2.UWT  | Dylan Teuns     |
| 26/07/2019 | 3e étape de l'Adriatica Ionica Race           | Italie         | 2.UWT  | Mark Padun      |
| 27/07/2019 | 20e étape du Tour de France                   | France         | 2.UWT  | Vincenzo Nibali |
| 28/07/2019 | Classement général de l'Adriatica Ionica Race | Italie         | 2.UWT  | Mark Padun      |
| 09/08/2019 | 7e étape du Tour de Pologne                   | Pologne        | 2.UWT  | Matej Mohorič   |
| 01/09/2019 | 4e étape du Tour d'Allemagne                  | Allemagne      | 2.HC   | Sonny Colbrelli |
| 15/09/2019 | Coppa Bernocchi                               | Italie         | 1.1    | Phil Bauhaus    |
| 06/10/2019 | Grand Prix Bruno Beghelli                     | Italie         | 1.HC   | Sonny Colbrelli |

### Résultats sur les courses majeures
Les tableaux suivants représentent les résultats de l'équipe dans les principales courses du calendrier international (les cinq classiques majeures et les trois grands tours). Pour chaque épreuve est indiqué le meilleur coureur de l'équipe, son classement ainsi que les accessits glanés par Bahrain-Merida sur les courses de trois semaines.

#### Classiques
| Classique            | Milan-San Remo     | Tour des Flandres | Paris-Roubaix           | Liège-Bastogne-Liège | Tour de Lombardie         |
| -------------------- | ------------------ | ----------------- | ----------------------- | -------------------- | ------------------------- |
| Coureur (classement) | Matej Mohorič (5e) | Iván García (24e) | Heinrich Haussler (14e) | Vincenzo Nibali (8e) | Hermann Pernsteiner (49e) |

#### Grands tours
| Grand tour           | Tour d'Italie        | Tour de France                                      | Tour d'Espagne    |
| -------------------- | -------------------- | --------------------------------------------------- | ----------------- |
| Coureur (classement) | Vincenzo Nibali (2e) | Vincenzo Nibali (39e)                               | Dylan Teuns (12e) |
| Accessits            | -                    | 2 victoires d'étapes (Dylan Teuns, Vincenzo Nibali) | -                 |